# John Nielsen (pilote automobile)
Pour les articles homonymes, voir John Nielsen (homonymie).
John Nielsen est un pilote automobile danois né le 7 février 1956 à Varde au Danemark. Il est le premier pilote danois à remporter les 24 Heures du Mans en 1990, ce qui constitue son unique victoire dans la classique mancelle en dix-huit participations échelonnées de 1986 à 2008.

## Palmarès
- Champion du Danemark de Formule Ford en 1975
- Triple Champion d'Europe de Formule Super Vee en 1979, 1980 et 1981[1]
- Champion d'Allemagne de Formule 3 en 1982
- Vainqueur du Grand Prix de Macao de Formule 3 en 1984
- Vainqueur du Grand Prix d'Estoril de Formule 3000 en 1985
- Vainqueur des 1 000 kilomètres de Brands Hatch en 1987 et 1988, avec Raul Boesel, puis Andy Wallace et Martin Brundle, sur Jaguar XJR-8, puis XJR-9, du Silk Cut Jaguar
- Vainqueur des 24 Heures de Daytona 1988 avec Raul Boesel et Martin Brundle sur une Jaguar XJR-9 du TWR
- Vainqueur des 24 Heures du Mans 1990 avec Price Cobb et Martin Brundle sur un Jaguar XJR-12 du TWR
- Champion des BPR Global GT Series en 1995 avec Thomas Bscher sur une McLaren F1 GTR du David Price Racing
- Champion de Super GT en 1996 avec David Brabham sur McLaren F1 GTR du Team Lark
- Vainqueur des 6 Heures de Vallelunga en 1997 avec Thomas Bscher sur McLaren F1 GTR du team GTC Competition
- Vainqueur des 1 000 kilomètres de Spa 2005 avec Casper Elgaard et Hayanari Shimoda sur une Zytek 04S du Zytek Motorsport

## Résultats aux24 Heures du Mans

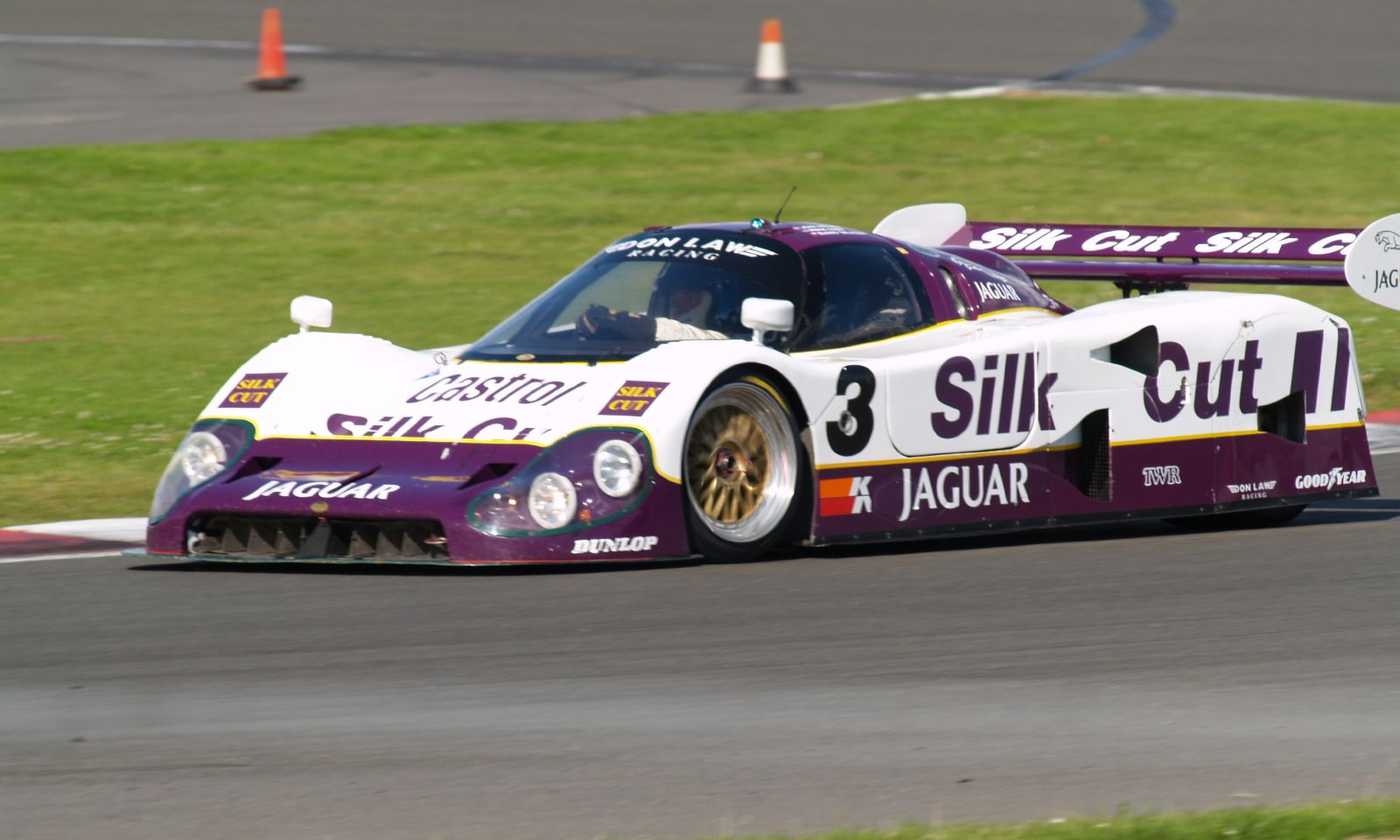
La Jaguar XJR12 victorieuse au Mans en 1990

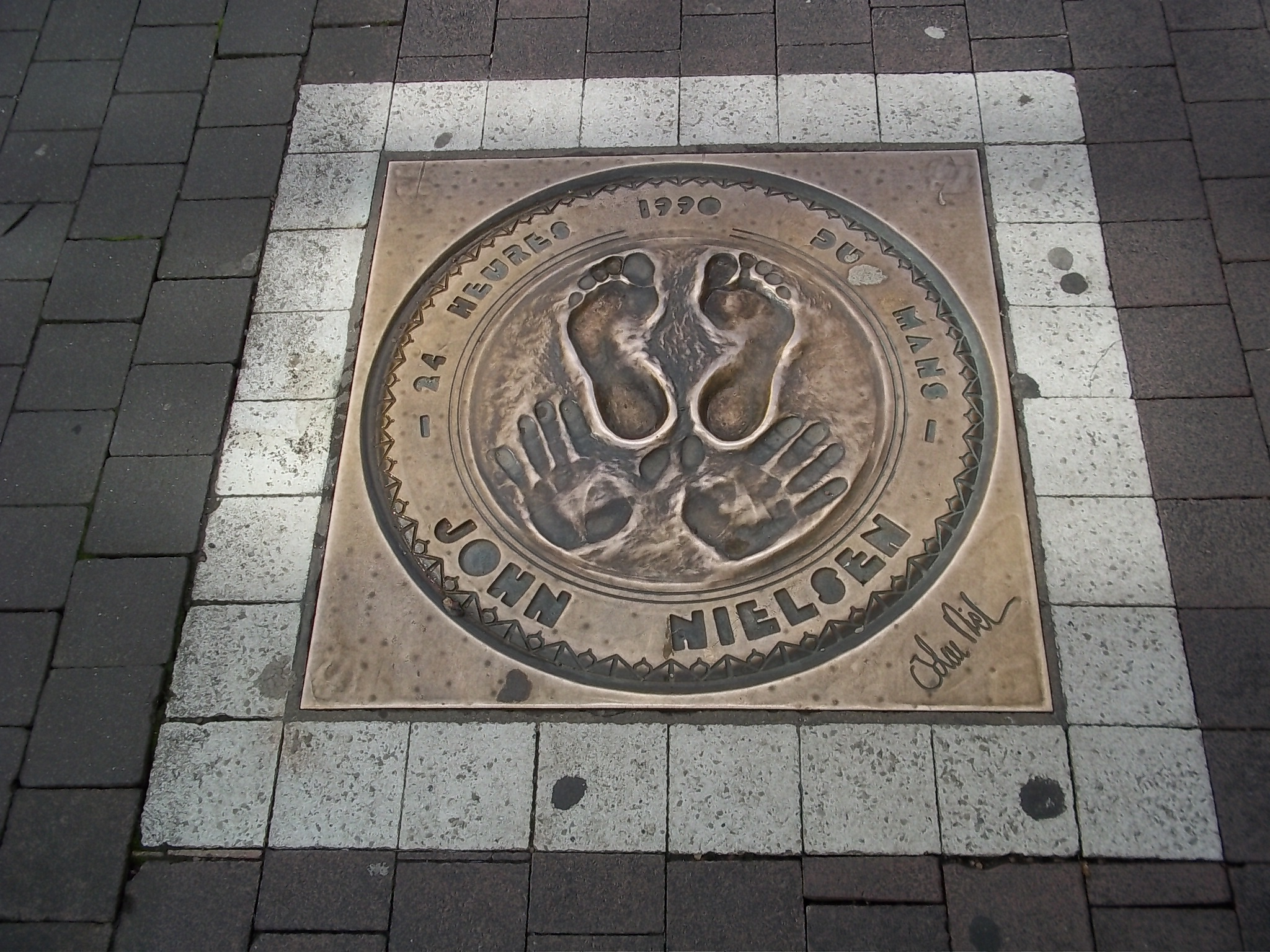
Plaque de bronze des empreintes de John Nielsen sur le Walk of fame du Mans

| Année | Équipes                                  | Équipiers                           | Voiture                     | Classe | Tours | Pos. | Classe Pos. |
| ----- | ---------------------------------------- | ----------------------------------- | --------------------------- | ------ | ----- | ---- | ----------- |
| 1986  | Kouros Racing Team                       | Mike Thackwell                      | Sauber C8-Mercedes          | C1     | 61    | Abd  | Abd         |
| 1987  | Silk Cut Jaguar Tom Walkinshaw Racing    | Martin Brundle                      | Jaguar XJR-8LM              | C1     | 231   | Abd  | Abd         |
| 1988  | Silk Cut Jaguar Tom Walkinshaw Racing    | Martin Brundle                      | Jaguar XJR-9LM              | C1     | 306   | Abd  | Abd         |
| 1989  | Silk Cut Jaguar Tom Walkinshaw Racing    | Andy Wallace Price Cobb             | Jaguar XJR-9LM              | C1     | 215   | Abd  | Abd         |
| 1990  | Silk Cut Jaguar Tom Walkinshaw Racing    | Price Cobb Martin Brundle           | Jaguar XJR-12               | C1     | 359   | 1er  | 1er         |
| 1991  | Silk Cut Jaguar Tom Walkinshaw Racing    | Derek Warwick Andy Wallace          | Jaguar XJR-12               | C2     | 356   | 4e   | 4e          |
| 1992  | Porsche Kremer Racing                    | Manuel Reuter Giovanni Lavaggi      | Porsche 962CK6              | C3     | 334   | 7e   | 2nd         |
| 1993  | TWR Jaguar Racing                        | David Brabham David Coulthard       | Jaguar XJ220                | GT     | 306   | DSQ  | DSQ         |
| 1994  | Seikel Motorsport                        | Thomas Bscher Lindsay Owen-Jones    | Porsche 968 Turbo RS        | GT2    | 84    | Abd  | Abd         |
| 1995  | West Competition (en) David Price Racing | Jochen Mass Thomas Bscher           | McLaren F1 GTR              | GT1    | 131   | Abd  | Abd         |
| 1996  | West Competition (en) David Price Racing | Thomas Bscher Peter Kox             | McLaren F1 GTR              | GT1    | 338   | 4e   | 3e          |
| 1998  | Nissan Motorsports TWR                   | Michael Krumm Franck Lagorce        | Nissan R390 GT1             | GT1    | 342   | 5e   | 5e          |
| 2000  | Team Den Blå Avis                        | Mauro Baldi Klaus Graf              | Panoz LMP-1 Roadster-S-Élan | LMP900 | 205   | NC   | NC          |
| 2001  | Team Den Blå Avis Team Goh               | Hiroki Katoh Casper Elgaard         | Dome S101-Judd              | LMP900 | 66    | Abd  | Abd         |
| 2003  | RN Motorsport                            | Hayanari Shimoda Casper Elgaard     | DBA4 03S-Zytek              | LMP675 | 288   | 22e  | 2e          |
| 2004  | Lister Racing                            | Casper Elgaard Jens Møller          | Lister Storm LMP-Chevrolet  | LMP1   | 279   | 24e  | 9e          |
| 2006  | Zytek Team Essex Invest                  | Casper Elgaard Philip Andersen (en) | Zytek 06S                   | LMP1   | 269   | NC   | NC          |
| 2008  | Team Essex                               | Casper Elgaard Sascha Maassen       | Porsche RS Spyder Evo       | LMP2   | 347   | 12e  | 2e          |